# Aleksandr Iwanow (szachista)
Aleksandr Władimirowicz Iwanow (ros. Александр Владимирович Иванов, ang. Alexander Ivanov; ur. 1 maja 1956 w Omsku) – amerykański szachista pochodzenia rosyjskiego, arcymistrz od 1991 roku.

## Kariera szachowa
Na przełomie 1974 i 1975 reprezentował Związek Radziecki na rozegranych w Groningen mistrzostwach Europy do 20 lat, zajmując I m. w finale B (11. miejsce w końcowej klasyfikacji). W 1978 podzielił II m. (Wilno, za Aleksandrem Panczenko, wspólnie z Siergiejem Dołmatowem i Wiktorem Gawrikowem) a w 1980 podzielił I m. (Ryga, wspólnie z Edvinsem Kengisem) w młodzieżowych (do 26 lat) mistrzostwach ZSRR. Dwukrotnie wystąpił w reprezentacji kraju na drużynowych młodzieżowych (do 26 lat) mistrzostwach świata, w 1978 zdobywając srebrny, a w 1980 – złoty medal. W latach 1982 (Parnawa, samodzielnie) oraz 1987 (Kuldīga, wspólnie z Lembitem Ollem i Leonidem Basinem) zwyciężył w mistrzostwach państw bałtyckich.
W 1988 wyemigrował wspólnie ze swoją żoną, mistrzynią międzynarodową Esther Epstein, do Stanów Zjednoczonych. W 1989 podzielił I m. w turniejach American Open (w Los Angeles) i World Open (w Filadelfii), w 1991 podzielił II m. (za Edvinsem Kengisem, wspólnie z Thomasem Ernstem i Vlastimilem Jansą) w otwartym turnieju w Gausdal, w 1995 zwyciężył (wspólnie z Nickiem de Firmianem i Patrickiem Wolffem) w finale indywidualnych mistrzostw Stanów Zjednoczonych, natomiast w 1998 zajął I m. w turnieju Pan American Chess Championship w San Felipe. W 2002 jedyny raz w karierze wystąpił w reprezentacji USA na rozegranej w Bledzie szachowej olimpiadzie, zdobywając 6½ pkt w 11 partiach. W 2004 podzielił dz. II m. w Filadelfii (turniej World Open, za Warużanem Akobianem, z Hikaru Nakamurą, Jewgienijem Najerem, Jaanem Ehlvestem, Ilią Smirinem, Igorem Nowikowem, Jiřím Štočkiem, Aleksandrem Oniszczukiem i Abhijitem Kunte), a w 2006 w tym samym turnieju podzielił I m. (wspólnie z Ildarem Ibragimowem, Wadimem Miłowem, Joelem Benjaminem i Gatą Kamskim). Dwukrotnie (2007, 2008) zdobył srebrne medale mistrzostw Ameryki. W 2008 zwyciężył (wspólnie z Jurijem Szulmanem, Aleksandrem Szabałowem, Robertem Hessem i Julio Becerrą) w Mashantucket.
Aleksandr Iwanow czterokrotnie uczestniczył w pucharowych turniejach o mistrzostwo świata oraz dwukrotnie w Pucharach Świata, osiągając następujące rezultaty:
- Las Vegas 1999 (MŚ) – porażka w I rundzie z Gilberto Milosem,
- Nowe Delhi 2000 (MŚ) – w I rundzie zwycięstwo nad Aleksiejem Fiodorowem, w II – porażka z Grigorijem Serperem,
- Moskwa 2001 (MŚ) – porażka w I rundzie z Jewgienijem Pigusowem,
- Trypolis 2004 (MŚ) – porażka w I rundzie z Loekiem van Welym,
- Chanty-Mansyjsk 2005 (PŚ) – w I rundzie zwycięstwo nad Julio Grandą Zuñigą, w II – porażka z Joëlem Lautierem,
- Chanty-Mansyjsk 2007 (PŚ) – porażka w I rundzie z Davidem Navarą.

Najwyższy ranking w karierze osiągnął 1 stycznia 2006, z wynikiem 2606 punktów zajmował wówczas 6. miejsce wśród amerykańskich szachistów.